# (1977) Shura
(1977) Shura (1970 QY) – planetoida z pasa głównego asteroid okrążająca Słońce w ciągu 4,64 lat w średniej odległości 2,78 j.a. Odkryta 30 sierpnia 1970 roku.